# Moacir Andrade
Moacir Couto de Andrade (Manaus, 17 de março de 1927 — Manaus, 27 de julho de 2016) foi um pintor e desenhista manauara. Inicia-se na pintura como autodidata. Por volta de 1942, estuda desenho na Escola Técnica de Manaus. Gradua-se em Museologia pelo Museu Histórico Nacional, no Rio de Janeiro. Em 1954, aproximadamente, integra o Clube da Madrugada, na cidade de Manaus.

## Biografia
Moacir Andrade nasceu em Manaus no dia 17 de março de 1927 e chegou a morar no interior do estado com os pais Severino Galdino de Andrade e Jovina Couto de Andrade. Em 1935, ingressou como aluno na Escola de Aprendizes Artífices. O artista iniciou a vida profissional, em 1948, como desenhista em uma empresa de construção.

## Exposições
- 25 Pinturas do Acervo do Museu de Arte Moderna de São Paulo[2] - Universidade Federal do Rio Grande do Sul. Instituto de Artes (Porto Alegre, RS) - ago/1970
- Arte/Brasil/Hoje: 50 anos depois[3] - Galeria da Collectio (São Paulo, SP) - 1972
- Gente da Terra[4] - Paço das Artes (São Paulo, SP) - 1980
- Santa Ingenuidade[5] (São Paulo, SP) - 2002